# Mathias Wigge
Mathias Wigge (* 31. Dezember 1980 in Westfalen) ist ein deutscher Spieleautor und Diplom-Wirtschaftsinformatiker. Bekannt geworden ist er durch das Spiel Arche Nova, erschienen 2021 im Verlag Feuerland Spiele. Das Erstlingswerk ist mehrfach ausgezeichnet worden, unter anderem mit dem Deutschen Spielepreis 2022.

## Leben
Mathias Wigge entwickelte während seines Studiums der Wirtschaftsinformatik in Paderborn ein Interesse für kompetitive Kartenspiele. Dabei widmete er seine Freizeit vor allem der Turnierszene von Magic: The Gathering. Als größte Einzelerfolge sind zwei Grand Prix Top-8-Platzierungen beim GP Dortmund 2006 und Two-Headed Giant GP Amsterdam 2007 zu nennen.
Nach seinem Studium hat Wigge eine Dekade in der Finanz- und Versicherungsbranche für einen großen deutschen Konzern gearbeitet.
Seit 2023 ist Wigge in Vollzeit als freiberuflicher Spieleautor tätig.

## Ludographie
- Arche Nova (2021)
- Arche Nova: Zoo Map Pack 1 (2022)
- Arche Nova: Wasserwelten (2023)
- Arche Nova: Zoo Map Pack 2 (2024)

## Auszeichnungen
- Deutscher Spielepreis 2022 1. Platz (Arche Nova)
- Empfehlungsliste Kennerspiel des Jahres 2022 (Arche Nova)
- As d’Or – Jeu de l'Année "Expert" 2023 (Frankreich – Ark Nova)
- Tric Trac d'Or 2022 (Frankreich – Ark Nova)
- Tric Trac d'Or Expert 2022 (Frankreich – Ark Nova)
- Swiss Gamers Award 2022 (Ark Nova)
- Niederländischer Spielepreis 2022 – Bestes Expertenspiel (Ark Nova)
- MinD-Spielepreis 2022
- Golden Geek Award – Best Heavy Game of the Year 2021 (Ark Nova)
- Golden Geek Award – Best Expansion 2023 (Ark Nova: Marine Worlds)
- Dice Tower Awards 2021 – Game of the Year (Ark Nova)
- Dice Tower Awards 2021 – Best Strategy Game (Ark Nova)
- Dice Tower Awards 2021 – Best Game from a new Designer (Ark Nova)
- International Gamers Award 2022 – Best 2-Player (Ark Nova)
- Expert Game 2021 (Belgien – Ark Nova)
- Diamant d'Or 2022 (Ark Nova)
- Super Diamant D'Argent 2015–2023 (Ark Nova)
- Guldbrikken – Kenderspil 2022 (Dänemark – Ark Nova)
- Japan Boardgame Prize Voters' Selection Winner 2022 (Ark Nova)
- JUG Adult Game of the Year 2022 (Portugal – Ark Nova)
- BGR Meeple's Choice – Golden Meeple – Game of the Year 2021 (Ark Nova)
- BGR Meeple's Choice – Golden Meeple – Brain Burner 2021 (Ark Nova)
- BGR Meeple's Choice – Golden Meeple – Best Expansion 2023 (Ark Nova: Marine Worlds)
- Beeple Award (Arche Nova)
- BoardGameQuest Awards – Best Strategy/Euro Game 2022 (Ark Nova)
- Tabletop Gaming Awards – Best Board Game 2022 (Ark Nova)
- Hunter & Friends Award – 1. Platz 2023 und 2024 (Arche Nova)

- DAU Barcelona – Millor Autor 2022 (Mathias Wigge)
- Academy of Adventure Gaming Arts & Design – Rising Star 2022 (Mathias Wigge)